# Banater Monatshefte
Banater Monatshefte (în română Caiete lunare bănățene) a fost o publicație literară lunară în limba germană a șvabilor bănățeni, care a apărut în perioada 1933-1939.
A avut subtitlul Zeitschrift für deutsches Geistesleben (periodic pentru viața spirituală germană).
Inițiatorul revistei "Banater Monatshefte" a fost Anton Valentin, care avea în vedere cultura și istoria șvabilor dunăreni. 
Revista s-a ocupat, incidental, și de literatura română, dar a publicat rar traduceri. 
În revistă au publicat autori de limba germană din România, între care Peter Barth, Hans Diplich, Hans Wolfram Hockl și Josef Gabriel d.J. și Rudolf Hollinger.
Biblioteca Județeană Timiș deține colecția anilor 1933-1939. BJT: P III 844. 